# Rudolf Klement
Rudolf Alois Klement (Hamburg, 4 november 1908 - Frankrijk, juli 1938) was een Duitse trotskist die de secretaris was van Leon Trotski.
In 1932 werd Klement lid van de Kommunistische Partei Deutschlands. Hij raakte gedesillusioneerd in het stalinisme en hij werd in 1932 reeds uit de KPD gezet omwille van zijn trotskistische denkbeelden. Hij werd vervolgens lid van de Duitse vleugel van de Linkse Oppositie. 
Klement, die meertalig was, werd in 1933 door de lokale leider van de Linkse Oppositie, George Jungclas, meegenomen als vertaler/secretaris tijdens diens bezoek aan Trotski op diens toenmalige ballingsoord Büyükada. In juli 1933 volgde hij Trotski naar Barbizon in Frankrijk. Op 17 april 1933 werd hij gearresteerd omdat de lichten van zijn motorfiets niet brandden, waarna de politie ontdekte dat Trotski zich in Barbizon bevond. Trotski werd hierop verbannen.
Klement zelf bleef in Frankrijk waar hij een van de drijvende krachten werd van het internationaal secretariaat van de Internationale Communistische Liga. Hij werd tevens de buitenlandse vertegenwoordiger van de Internationale Kommunisten Deutschlands.
Klement verdween op 12 juli 1938. Vier dagen later ontvingen de trotskistische leiders Jean Rous, Pierre Naville, Henk Sneevliet en Georges Vereeken een brief waarin Klement afstand nam van de Vierde Internationale. Vermoed wordt dat de brief een vervalsing was. 
Klements romp (zonder hoofd) werd later teruggevonden in de Seine en twee dagen later werd een zak teruggevonden met zijn benen. 
Walter Krivitsky, een voormalig NKVD-agent, verklaarde later dat Klement en Trotski's zoon Lev Sedov allebei in Frankrijk waren vermoord door de Russische geheime politie, en volgens Aleksandr Orlov, een andere overgelopen NKVD'er, was Klements afscheidsbrief een vervalsing, opgemaakt door de NKVD.